# Kamienice Jaś i Małgosia we Wrocławiu
Jaś i Małgosia – dwie zabytkowe średniowieczne kamieniczki przy północno-zachodnim narożniku wrocławskiego rynku, połączone ze sobą arkadą. Wybudowane najprawdopodobniej w XV wieku, stanowiły wówczas część liczniejszej grupy domów altarystów kościoła farnego pod wezwaniem św. Elżbiety. Między kamieniczkami, pod arkadą, znajdowało się wejście na zlikwidowany w XVIII wieku cmentarz, o czym przypomina napis w j. łac.  na kartuszu „Mors Ianua Vitae” – (Śmierć bramą życia). W bramie tej znajdowały się niegdyś wrota.

## Historia
Na kamieniczkę „Jaś” (nieco niższą, ul. św. Mikołaja 1) składają się właściwie dwa dawne domy: oprócz trzyokiennego i trzykondygnacyjnego zachowanego w całości – jednookienny i także trzykondygnacyjny fragment następnej kamieniczki (ul. św. Mikołaja 2), nieco wyższej od głównej części „Jasia”. Stanowiły część południowego obramowania znajdującego się obok kościoła cmentarza. Obecną wysokość trzech kondygnacji i dwuspadowy dach kamieniczki zyskały pod koniec XVI wieku. Po dalszych przebudowach obie te części stanowią całość i otynkowane są na biało.
Kamieniczka „Małgosia” (nieco wyższa, ul. Odrzańska 39/40) powstała także w XV wieku, na wschodnim obrzeżu ówczesnego cmentarza, gruntownie przebudowana została w 1564. Podczas tej przebudowy zyskała trzecią kondygnację oraz dwuspadowy dach z trzema szczytami od wschodu (od ul. Odrzańskiej). Elewację od strony południowej zwieńczono wysokim manierystycznym szczytem z kamiennymi sterczynami. Wtedy także powstały kamienne obramienia wszystkich okien, a w oknie na parterze – krata z godłem przedstawiających skrzyżowane klucze, młotka i napis „D 1564 H”. Podczas przebudowy w 1564 wbudowano w narożnik od strony Rynku granitowy fragment romańskiej kolumny pozyskanej w 1529 w czasie likwidowania – z inicjatywy Heinricha Rybischa – opactwa benedyktyńskiego na Ołbinie (dziś na miejscu opactwa znajduje się kościół św. Michała Archanioła). Fragment ten przechowywany jest obecnie w Muzeum Architektury we Wrocławiu. Także „Małgosia” składa się z dawnych dwóch budynków: przylega do niej pozostałość następnego z domków altarystów (ul. Odrzańska 39), stanowiąca wraz ze swą sąsiadką wspólną funkcjonalną całość, otynkowaną na czerwonobrązowo.
Bramę pomiędzy kamieniczkami przebudował na formy barokowe w 1728 architekt Christoph Hackner (1663-1741), a ostatni z barokowych remontów kamienic przeprowadzono w 1740. Współczesną nazwę – „Jaś i Małgosia” – nadali kamieniczkom osadnicy ściągający do Wrocławia po II wojnie światowej, widząc w domkach dwie postacie trzymające się za ręce: mniejszego Jasia i większą Małgosię z bajki braci Grimm.
W latach 1959–1960 przeprowadzono remont według projektu mgr. inż. arch. Emila Kaliskiego; odkryto wówczas renesansowe elementy zdobienia kamienic. W latach 60. XX wieku kamienice przekazano Towarzystwu Miłośników Wrocławia. Kolejny remont kamieniczek przeprowadzono w latach 1972–1975, również pod okiem arch. Emila Kaliskiego. W 1995 „Jaś” został wydzierżawiony na 20 lat wrocławskiemu artyście grafikowi i profesorowi Akademii Sztuk Pięknych Eugeniuszowi Getowi-Stankiewiczowi, który urządził tam warsztat miedziorytu i prowadził warsztaty ze studentami. Na placu przykościelnym za kamieniczkami w końcu lat 90. XX wieku ustawiono otrzymany w darze od miasta Berlina pomnik Dietricha Bonhoeffera, urodzonego we Wrocławiu pastora i teologa, antyfaszysty straconego tuż przed końcem II wojny światowej w obozie koncentracyjnym Flossenbürg.

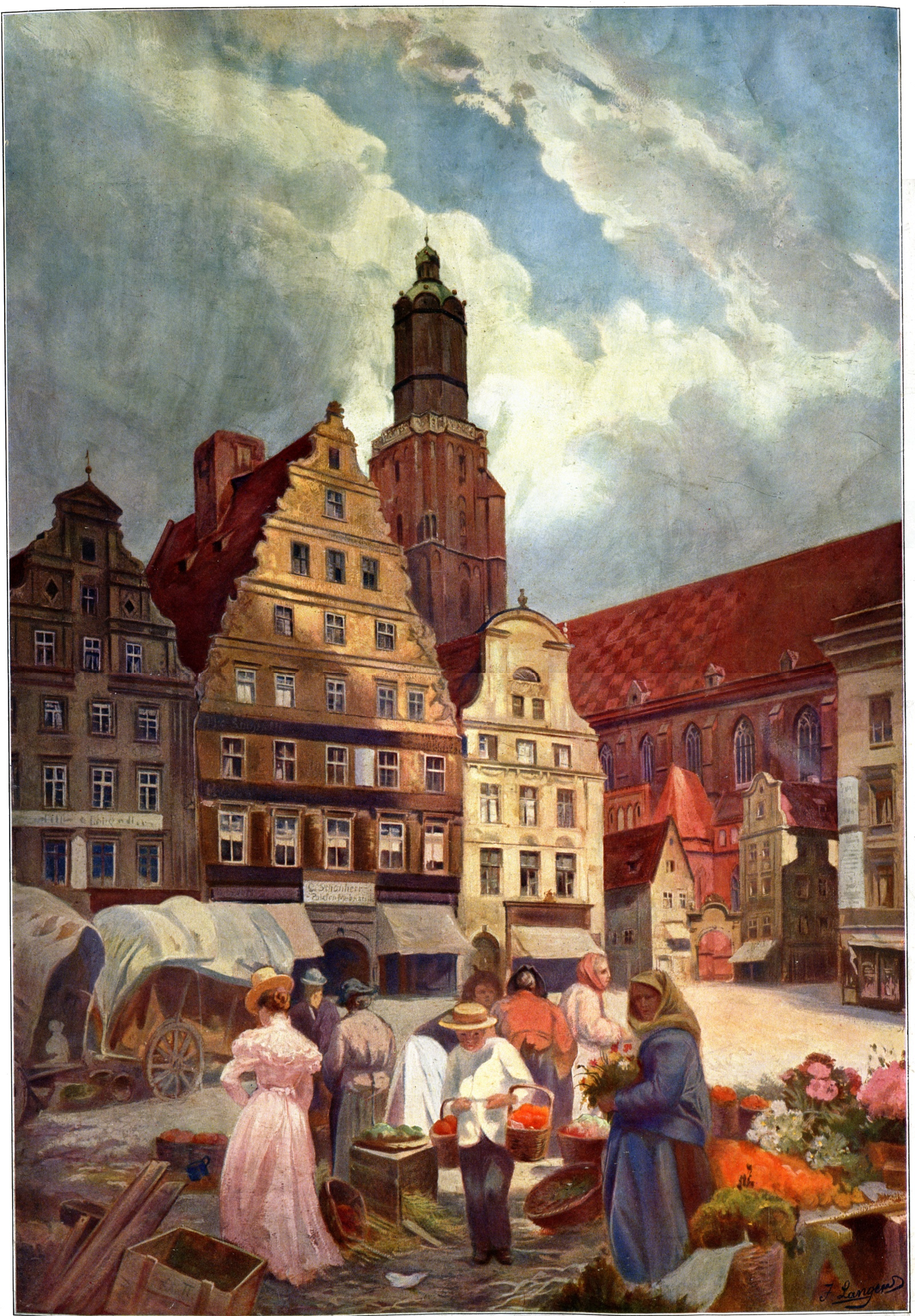
Fragment rynku[4]J. Langera
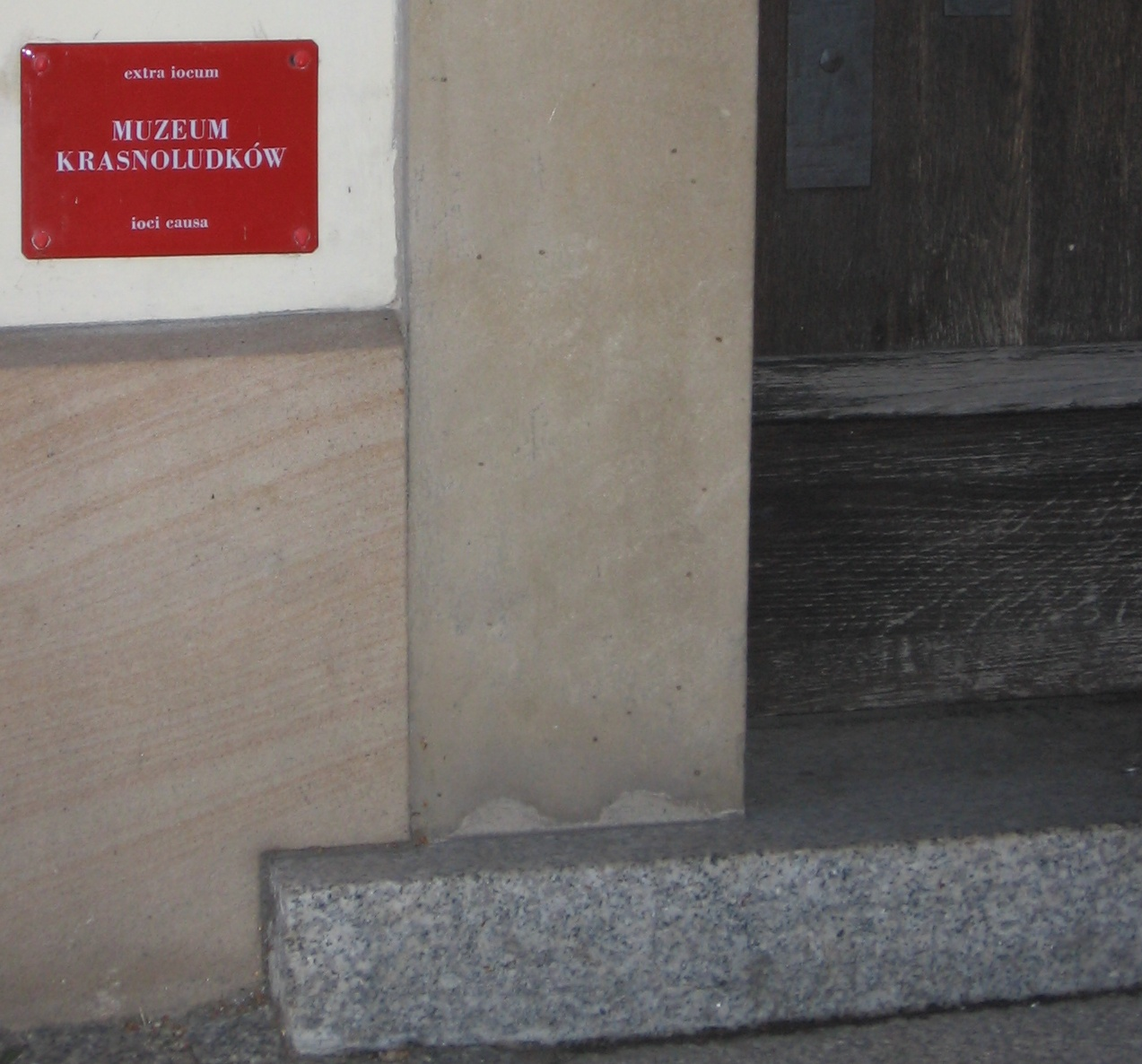
Wejście do „Muzeum Krasnoludków”
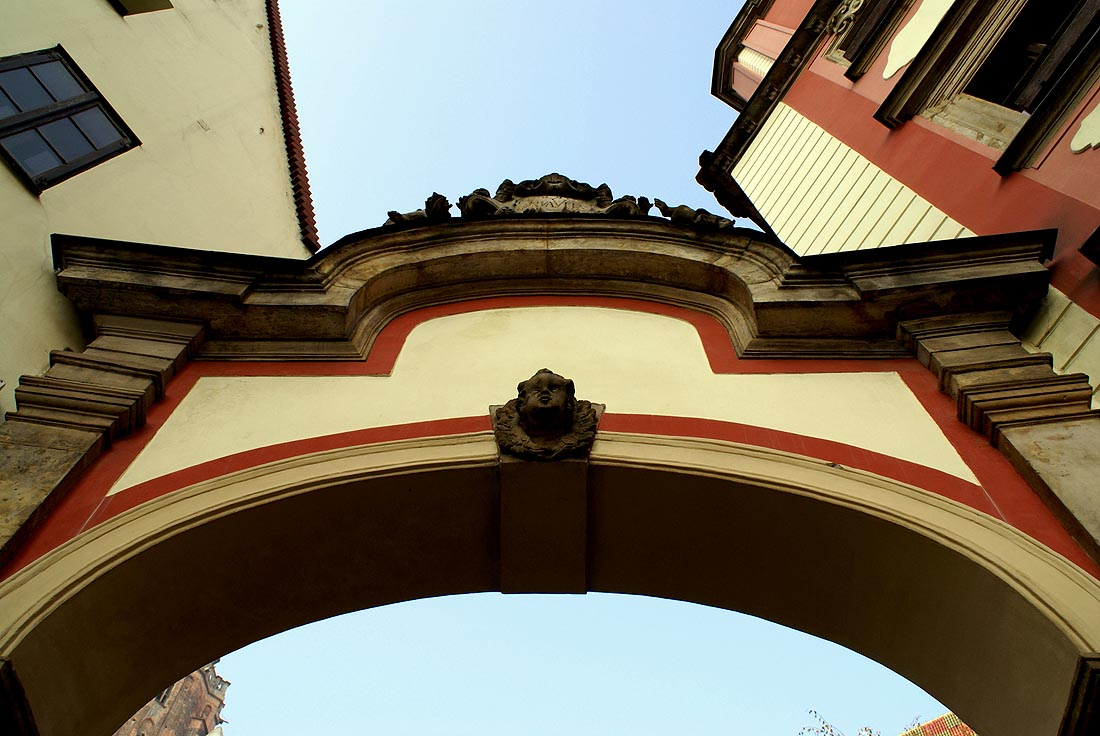
Brama z kartuszem i sentencją